# Liste in Slowenien vorhandener Dampflokomotiven
Dies ist eine Liste vorhandener Dampflokomotiven in Slowenien.
Die Daten werden laufend mit den Zusammenstellungen Lokstatistik von Josef Pospichal abgeglichen.

## Normalspur
| Foto | Nummer oder Name | Bauart / Achsfolge | Hersteller                                             | Fabrik- nr. | Baujahr | Historie | Eigentümer / Betreiber / Strecke        | Standort                                | Bemerkungen                                                                            |
| ---- | ---------------- | ------------------ | ------------------------------------------------------ | ----------- | ------- | --- | --------------------------------------- | --------------------------------------- | -------------------------------------------------------------------------------------- |
|      | JŽ 01-074        | 1’C1’ h4           | Berliner Maschinenbau AG                               | 7995        | 1922    | SHS 1074 |                                         | Moste, Ljubljana                        | [ 3 ]                                                                                  |
|      | JŽ 03-002        | 2’C h2             | WLF Floridsdorf                                        | 2161        | 1914    | Südbahn 109.38 → DRB 38 4119 |                                         | Slowenisches Eisenbahnmuseum, Ljubljana | [ 4 ]                                                                                  |
|      | JŽ 06-016        | 1’D1’ h2           | Borsig                                                 | 12205       | 1930    | SHS 486 316 |                                         | Slowenisches Eisenbahnmuseum, Ljubljana | Ersatzteile für 06-018                                                                 |
|      | JŽ 06-018        | 1’D1’ h2           | Borsig                                                 | 12207       | 1930    | SHS 486 318 |                                         | Slowenisches Eisenbahnmuseum, Ljubljana | Betriebsfähig                                                                          |
|      | JŽ 11-023        | 2’D h2             | MÁVAG, Budapest                                        | 5582        | 1947    | |                                         | Slowenisches Eisenbahnmuseum, Ljubljana | Eine der drei Lokomotiven, die für den Blauen Zug von Josip Broz Tito reserviert waren |
|      | JŽ 17-006        | 1’C1’ h2t          | Henschel, Kassel                                       |             | 1917    | MÁV 342.164 → DRB 75 1403 |                                         | Slowenisches Eisenbahnmuseum, Ljubljana | [ 8 ]                                                                                  |
|      | JŽ 17-086        | 1’C1’ h2t          | Bp                                                     | 4332        | 1917    | MÁV 342 059 → SHS 342.059 |                                         | Logatec                                 | [ 9 ]                                                                                  |
|      | JŽ 18-005        | 2’C1’ h2t          | Krauss-Linz                                            | 1445        | 1927    | BBÖ 629.80 → DRB 77 265 |                                         | Dravograd                               | [ 10 ]                                                                                 |
|      | JŽ 20-183        | 1’C h2             | Rheinische Metallwaren- und Maschinenfabrik            | 526         | 1922    | SHS 6183 |                                         | Trebnje                                 | [ 11 ]                                                                                 |
|      | JŽ 22-092        | 1’C1’              | Magyar Államvasutak Gépgyára Budapest (MÁVAG)          | 3557        | 1914    | MÁV 324.432 → JŽ 22-092 |                                         | Kocevje                                 | [ 12 ]                                                                                 |
|      | JŽ 24-036        | 1’D n2v            | Wiener Neustadt                                        | 5315        | 1916    | kkStB 170.267 → JDŽ 24-036 → DRB 56 3127 |                                         | Slowenisches Eisenbahnmuseum, Ljubljana | [ 13 ]                                                                                 |
|      | JŽ 25-002        | 1’D h2             | Actien Gesellschaft der Lokomotiv-Fabrik vorm. G. Sigl | 5721        | 1922    | SHS 270.202 → JŽ 25-002 |                                         | Celje                                   | [ 14 ]                                                                                 |
|      | JŽ 25-005        | 1’D h2             | WrN                                                    | 5724        | 1922    | |                                         | Slowenisches Eisenbahnmuseum, Ljubljana | Ersatzteile für 25-026                                                                 |
|      | JŽ 25-018        | 1’D h2             | Floridsdorf                                            | 2711        | 1921    | BBÖ 270.215 → FS 728.008 → JŽ 25-018 |                                         | Črnomelj                                | [ 16 ]                                                                                 |
|      | JŽ 25-019        | 1’D h2             | Floridsdorf                                            | 2642        | 1920    | BBÖ 270.150 → FS 728.014 → JŽ 25-019 |                                         | Novo Mesto                              | Zog den letzten Dampfzug in Slowenien                                                  |
|      | JŽ 25-026        | 1’D h2             | Floridsdorf                                            | 2656        | 1920    | BBÖ 270.164 → FS 728.028 |                                         | Slowenisches Eisenbahnmuseum, Ljubljana | Betriebsfähig                                                                          |
|      | JŽ 28-006        | E h2               | Actien Gesellschaft der Lokomotiv-Fabrik vorm. G. Sigl | 5740        | 1923    | SHS 80.306 → DRB 57 383 |                                         | Divača                                  | [ 19 ]                                                                                 |
|      | JŽ 28-029        | E h2v              | StEG                                                   | 3814        | 1911    | kkStB 80.120 → SHS / JDŽ 28-029 → FS |                                         | Slowenisches Eisenbahnmuseum, Ljubljana | [ 20 ]                                                                                 |
|      | JŽ 29-010        | 1’E h2             | WrN                                                    | 5692        | 1922    | SHS 29-010 |                                         | Slowenisches Eisenbahnmuseum, Ljubljana | [ 21 ]                                                                                 |
|      | JŽ 33-037        | 1’E h2             | Henschel und Sohn                                      | 27943       | 1944    | HDŽ 30-022 |                                         | Slowenisches Eisenbahnmuseum, Ljubljana | Betriebsfähig                                                                          |
|      | JŽ 33-110        | 1’E h2             | MBA, Berlin                                            | 14006       | 1943    | DRB 52 4936 |                                         | Militärhistorischer Park, Pivka         | [ 23 ]                                                                                 |
|      | JŽ 33-253        | 1’E h2             | KrMa                                                   | 16543       | 1943    | |                                         | Slowenisches Eisenbahnmuseum, Ljubljana | Ersatzteile für 33-037                                                                 |
|      | JŽ 33-339        | 1’E h2             | KrMa                                                   | 16543       | 1943    | |                                         | Slowenisches Eisenbahnmuseum, Ljubljana | [ 25 ]                                                                                 |
|      | JŽ 36-013        | 1’E h3             | Hen                                                    | 16584       | 1919    | Merte: KED Efd 5576 / DRG 58 1226 / 1945 JDZ 30-113 → 36-013 / 19xx Eisenbahnmuseum Ljubljana "36-013" preußische G12                                                                                               |                                         | Slowenisches Eisenbahnmuseum, Ljubljana | [ 26 ]                                                                                 |
|      | JŽ 50-060        | 1’C1’ h2t          | Magyar Államvasutak Gépgyára Budapest (MÁVAG)          | 2806        | 1912    | MÁV 376 227 → SHS 376.227 |                                         | Litija                                  | [ 27 ]                                                                                 |
|      | JŽ 51-156        | 1’C1’h2t           | Bp                                                     | 5218        | 1941    | MÁV 375.586 |                                         | Grosuplje                               | [ 28 ]                                                                                 |
|      | JŽ 52-011        | D n2vt             | Krauss-Linz                                            | 7314        | 1918    | kkStB 178.204 → DRB 92 2261 → JŽ 52-011 |                                         | Laško                                   | restauriert                                                                            |
|      | JŽ 53-003        | 1’D1’ h2t          | Actien Gesellschaft der Lokomotiv-Fabrik vorm. G. Sigl | 5826        | 1928    | BBÖ 378.139 |                                         | Rogatec                                 | [ 30 ]                                                                                 |
|      | JŽ 53-017        | 1’D1’ h2t          | StEG                                                   | 4830        | 1928    | BBÖ 378.106 → DRB 93 1406 |                                         | Murska Sobota                           | [ 31 ]                                                                                 |
|      | JŽ 53-019        | 1’D1’ h2t          | Wiener Lokomotiv Fabrk, Floridsdorf                    | 2976        | 1928    | BBÖ 378.116 → DRB 93 1416 |                                         | Naklo                                   | [ 32 ]                                                                                 |
|      | JŽ 62-019        | C n2t              | HK Porter Locomotive Works, USA                        | 7547        | 1943    | 1433 |                                         | Studenci (Maribor)                      | [ 33 ]                                                                                 |
|      | JŽ 62-037        | C n2t              | Vulcan Iron Locomotive Works                           | 4494        | 1943    | 4332 |                                         | Krmelj                                  | [ 34 ]                                                                                 |
|      | JŽ 62-070        | C n2t              | Vulcan Iron Locomotive Works                           | 4541        | 1944    | 6171 |                                         | Zagorje ob Savi                         | [ 35 ]                                                                                 |
|      | JŽ 62-119        | C n2t              | Đuro Đaković                                           | 627         | 1957    | |                                         | Dobova                                  | [ 36 ]                                                                                 |
|      | JŽ 62-121        | C n2t              | ÐÐ                                                     | 628         | 1957    | |                                         | Slowenisches Eisenbahnmuseum, Ljubljana | [ 37 ]                                                                                 |
|      | JŽ 62-324        | C n2t              | Đuro Đaković                                           | 324         | 1953    | |                                         | Šentjur                                 | [ 38 ]                                                                                 |
|      | JŽ 62-360        | C n2t              | Đuro Đaković                                           | 360         | 1953    | 851 |                                         | Sevnica                                 | [ 39 ]                                                                                 |
|      | JŽ 62-632        | C n2t              | Đuro Đaković                                           | 632         | 1955    | |                                         | Mozirje                                 | [ 40 ]                                                                                 |
|      | Südbahn 17c 406  | 2’B n2             | Wiener Neustädter Lokomotivfabrik                      | 3922        | 1896    | BBÖ 503.14 → GKB 406 |                                         | Slowenisches Eisenbahnmuseum, Ljubljana | [ 41 ]                                                                                 |
|      | JŽ 116-002       | 1’C’1 n2vt         | StEG                                                   | 3730        | 1910    | kkStB 229.91 → SHS/JDŽ 116-002 → DRB 75 792 |                                         | Slowenisches Eisenbahnmuseum, Ljubljana | [ 42 ]                                                                                 |
|      | JŽ 118-005       | 1′D1′ h2t          | Officine Meccaniche Napoli                             | 66          | 1922    | FS 940.015 |                                         | Nova Gorica                             | [ 43 ]                                                                                 |
|      | JŽ 124-004       | C n2               | StEG                                                   | 567         | 1861    | Südbahn 718 → Südbahn 719 → SHS 124-004 → DRB 53 7152 → ÖStB 53.7152 → JŽ 124-004 |                                         | Slowenisches Eisenbahnmuseum, Ljubljana | älteste Dampflokomotive in Slowenien                                                   |
|      | JŽ 125-037       | Cn2                | Magyar Államvasutak Gépgyára Budapest (MÁVAG)          | 514         | 1893    | MÁV IIIe 2549 → MÁV 326-299 → SHS 326.299 → HDŽ 125-037 |                                         | Bahnhof Pragersko                       | Katica                                                                                 |
|      | JŽ 133-005       |                    | StEG                                                   | 3286        | 1906    | kkStB 73.372 → SHS/JDŽ 133-005 → DRB 55 5737 |                                         | Slowenisches Eisenbahnmuseum, Ljubljana | [ 46 ]                                                                                 |
|      | JŽ 150-003       | C n2t              | StEG                                                   | 2352        | 1893    | kkStB 9769 → FS 822.001 → SHS 97.069 → JDŽ 151-023 |                                         | Slowenisches Eisenbahnmuseum, Ljubljana | [ 47 ]                                                                                 |
|      | JŽ 151-001       | C t                | Wiener Neustädter Lokomotivfabrik                      | 4536        | 1903    | Südbahn (32d) / Rohitscher Lokalbahn 1 → SHS 1 → DRB 98 7041 → 151-001 |                                         | vor dem Bahnhof Maribor                 | [ 48 ]                                                                                 |
|      | JŽ 152-006       | C t                | MÁVAG                                                  | 478         | 1893    | MÁV 377.138 |                                         | Slowenisches Eisenbahnmuseum, Ljubljana | [ 49 ]                                                                                 |
|      | JŽ 153-004       | 1C n2vt            | Krauss-Linz                                            | 3973        | 1899    | kkStB 9923 → SHS 99.023 → MÁV 376,1004 → DRB 98 1384 → ÖStB 98.1384 |                                         | Ruše                                    | [ 50 ]                                                                                 |
|      | JŽ 153-006       | 1C n2vt            | Krauss-Linz                                            | 4269        | 1900    | kkStB 9934 → SHS 99.34 → DRB 98 1385 → Železarni Štore št. 10 | Slowenisches Eisenbahnmuseum, Ljubljana | Kočevje                                 | [ 51 ]                                                                                 |
|      | JŽ 153-011       | 1C n2vt            | Krauss-Linz                                            | 5708        | 1907    | kkStB 99.64 → SHS 99.64 → DRB 98 1389 |                                         | Ajdovščina                              | [ 52 ]                                                                                 |
|      | JŽ 162-001       | B1 n2t             | Flor                                                   | 276         | 1880    | Südbahn 52 → SDZ 162-001 |                                         | Slowenisches Eisenbahnmuseum, Ljubljana | Weltweit einzige erhaltene Gepäcklokomotive nach Anton Elbel (Gepäckraum fehlt)        |
|      | FS 625.107       | 1C h2              | Costruzioni Meccaniche di Saronno                      | 490         | 1914    | |                                         | Šmartno ob Paki                         | [ 54 ]                                                                                 |
|      | FS 740.121       | 1D h2              | Officine Meccaniche di Napoli                          | 563         | 1914    | |                                         | Postojna                                | als 740.121 beschildert                                                                |
|      | LBV-04           | C n2f              | Đuro Đaković                                           | 1904        | 1964    | |                                         | Moste, Ljubljana                        | Im täglichen Einsatz                                                                   |
|      | SH 1             | D n2t              | Vulcan-Werke                                           | 2907        | 1913    | Liegnitz-Rawitsch "103" → /19xx Trboveljska premogokopna družba (Trifailer Bergwerksgesellschaft) → /196x Steklarna Hrastnik (Glasfabrik Hrastnik) "SH-1" → /19xx Denkmal, Bf Zidani-Most "SH-1" ex preussische T13 |                                         | Zidani Most                             | restauriert                                                                            |

## Schmalspur
Am Territorium des heutigen Slowenien gab es nur zwei öffentliche Schmalspurbahnen, beide waren in bosnischer Spurweite (760 mm) errichtet worden. Daneben existierten einige Werks- und Waldbahnen mit teilweise anderer Spurweite.
| Foto | Nummer oder Name | Bauart / Achsfolge | Hersteller         | Fabrik- nr.  | Baujahr | Historie                                        | Eigentümer / Betreiber / Strecke | Standort                                | Bemerkungen   |
| ---- | ---------------- | ------------------ | ------------------ | ------------ | ------- | ----------------------------------------------- | -------------------------------- | --------------------------------------- | ------------- |
|      | JŽ 71-012        | C t                | Orenstein & Koppel | 10168        | 1922    | ŽJ O-IX → SHS IIIa3 3019                        | Slowenisches Eisenbahnmuseum     | Zreče                                   | Betriebsfähig |
|      | JŽ 72-018        | C1-n2t             | KrMü               | 5398         | 1905    | SDŽ 362 → kukHB IIIc 3155 → SHS 11326           |                                  | Slovenske Konjice                       | [ 59 ]        |
|      | JŽ 97-028        | C2′ n2t            | Floridsdorf        | 2149         | 1913    | BHLB 728                                        |                                  | Slowenisches Eisenbahnmuseum, Ljubljana | [ 60 ]        |
|      | SHS K3           | B n2t              | Krauss-Linz        | 2775         | 1892    | StLB 3 "Gonobitz" → Stahlwerk Jesenice O-IV     | StLB                             | Slowenisches Eisenbahnmuseum, Ljubljana | [ 61 ]        |
|      | O-I              | B n2t              | Krauss-Linz        | 5570         | 1907    |                                                 | Eisenwerk Jesenice               | Jesenice                                | [ 62 ]        |
|      | O-II             | B n2t              | Orenstein & Koppel | 6127         | 1913    |                                                 | Eisenwerk Jesenice               | Jesenice, Upper Sava Valley Museum      | Abgestellt    |
|      | O-V              | B n2t              | Krauss-Linz        | 6556         | 1912    | Witkowitz XIIIII                                | Eisenwerk Jesenice               | Jesenice, Upper Sava Valley Museum      | Abgestellt    |
|      | O-VIII           | C n2t              | Orenstein & Koppel | 10156        | 1922    | SHS 3006                                        | Eisenwerk Jesenice               | Jesenice, Upper Sava Valley Museum      | Abgestellt    |
|      | O-XI             | C t                | Orenstein & Koppel | 10154        | 1922    | 71-023                                          | Eisenwerk Jesenice               | Zreče                                   | [ 66 ]        |
|      | BBÖ P.3          | D1 h2t             | Krauss-Linz        | 1468         | 1927    | DRB 99 1003 → ÖBB 199.03                        |                                  | Izola                                   | [ 67 ]        |
|      | kkStB U.37       | C1 n2t             | Wiener Neustadt    | 4867         | 1908    |                                                 |                                  | Koper                                   | [ 68 ]        |
|      | št. 1            |                    | Đuro Đaković       | 143          | 1948    |                                                 | Železarna Ravne                  | Ravne, Koroški muzej                    |               |
|      | -                |                    | Đuro Đaković       | 253 oder 259 | 1948    |                                                 | Bergwerk Velenje                 | Ljubljana, privat                       |               |
|      | Štore 2          | B n2t              | Henschel, Kassel   | 17503        | 1920    |                                                 | Železarna Štore                  | Štore                                   | Stefka        |
|      | Štore 5          | C n2t              | Floridsdorf        | 2566         | 1918    | kukHB RIIIc 138 → Jugoles Črnomelj 6 → Senovo 1 | Železarna Štore                  | Štore                                   | [ 70 ]        |